# Klubowy Puchar Europy w szachach (2005)
2005 – dwudziesty pierwszy sezon Klubowego Pucharu Europy w szachach. Rozgrywki odbyły się w Saint-Vincent w dniach 18–24 września 2005 roku. Tytuł zdobył rosyjski Tomsk-400.

## Format rozgrywek
Turniej odbywał się systemem szwajcarskim na dystansie siedmiu rund. W przypadku identycznej liczby punktów decydowała łączna liczba punktów uzyskanych przez zawodników, a przy dalszej równości – system Buchholza.

## Uczestnicy
W nawiasie podano średni ranking Elo. Źródło: OlimpBase

- Barbican Chess Club (2414)
- Sparkasse Schwarzach (2474)
- Union Ansfelden (2486)
- CRELEL Liège (2342)
- KSK 47 Eynatten (2544)
- KSK Rochade Eupen-Kelmis (2398)
- Wieśninka Mińsk (2428)
- Željezničar Sarajewo (2490)
- SK1968 (2245)
- Minatori Mitrowica (1871)
- KSH Prishtina (2275)
- Jyväs-Shakki (2347)
- Matinkylän SK (2365)
- NAO Chess Club (2705)
- I&A Tbilisi (2580)
- HMC Calder (2367)
- Leidsch SG (2375)[3]
- Ennis Chess Club (1600)
- Phibsboro Chess Club (1922)
- Taflfélag Reykjavíkur (2434)
- Taflfélagið Hellir (2368)
- Ashdod City Club (2579)
- Beer Sheva Chess Club (2590)
- NSEL30 Wilno (2365)
- CE Dudelange (2216)
- De Sprénger Echternach (2082)
- Alkaloid Skopje (2497)
- SFR Neukölln (2334)
- TV Tegernsee (2568)
- Werder Brema (2597)
- Asker SK (2313)
- Oslo SS (2380)
- Polonia Plus GSM Warszawa (2661)
- Jużnyj Urał Czelabińsk (2665)
- Ładja Kazań (2594)
- Tomsk-400 (2655)
- TPS Sarańsk (2598)
- Budućnost Podgorica (2480)
- SC Niederrohrdorf (2254)
- SG Biel (2410)
- Limhamns SK (2265)
- SK Rockaden Stockholm (2437)
- Eczacıbaşı SK (2429)
- Marmaris Belediyesi SK (2342)
- Cardiff Chess Club (2219)
- Cwmbran Chess Club (1882)
- Zalaegerszegi Csuti-Hydrocomp SK (2523)
- ASA Penne (2409)

## Rozgrywki

### Runda 1
Źródło: OlimpBase
18 września 2005
| NAO Chess Club – ASA Penne 5½:½                       |
| KSK Rochade Eupen-Kelmis – Jużnyj Urał Czelabińsk 1:5 |
| Polonia Plus GSM Warszawa – Oslo SS 5½:½              |
| Leidsch SG – Tomsk-400 1:5                            |
| TPS Sarańsk – Taflfélagið Hellir 5:1                  |
| HMC Calder – Werder Brema 2½:3½                       |
| Ładja Kazań – Matinkylän SK 5½:½                      |
| NSEL30 Wilno – Beer Sheva Chess Club 2½:3½            |
| I&A Tbilisi – Jyväs-Shakki 4½:1½                      |
| Marmaris Belediyesi SK – Ashdod City Club 1½:4½       |
| TV Tegernsee – CRELEL Liège 6:0                       |
| SFR Neukölln – KSK 47 Eynatten 1½:4½                  |
| Zalaegerszegi Csuti-Hydrocomp SK – Asker SK 3½:2½     |
| KSH Prishtina – Alkaloid Skopje 1½:4½                 |
| Željezničar Sarajewo – Limhamns SK 4½:1½              |
| SC Niederrohrdorf – Union Ansfelden 1:5               |
| Budućnost Podgorica – SK1968 4½:1½                    |
| Cardiff Chess Club – Sparkasse Schwarzach 1½:4½       |
| SK Rockaden Stockholm – CE Dudelange 5:1              |
| De Sprénger Echternach – Taflfélag Reykjavíkur 1:5    |
| Eczacıbaşı SK – Phibsboro Chess Club 4½:1½            |
| Cwmbran Chess Club – Wieśninka Mińsk 1:5              |
| Barbican Chess Club – Minatori Mitrowica 4½:1½        |
| Ennis Chess Club – SG Biel 1:5                        |

### Runda 2
Źródło: OlimpBase
19 września 2005
| Beer Sheva Chess Club – NAO Chess Club 2½:3½        |
| Jużnyj Urał Czelabińsk – Eczacıbaşı SK 6:0          |
| Werder Brema – Polonia Plus GSM Warszawa 2½:3½      |
| Tomsk-400 – Sparkasse Schwarzach 6:0                |
| Budućnost Podgorica – TPS Sarańsk 2:4               |
| Barbican Chess Club – Ładja Kazań 1½:4½             |
| SG Biel – I&A Tbilisi 1:5                           |
| Wieśninka Mińsk – Ashdod City Club 1½:4½            |
| Zalaegerszegi Csuti-Hydrocomp SK – TV Tegernsee 3:3 |
| Taflfélag Reykjavíkur – KSK 47 Eynatten 2:4         |
| Alkaloid Skopje – SK Rockaden Stockholm 3:3         |
| Union Ansfelden – Željezničar Sarajewo 2½:3½        |
| Jyväs-Shakki – ASA Penne 2:4                        |
| Minatori Mitrowica – KSK Rochade Eupen-Kelmis 4:2   |
| Asker SK – Oslo SS 3:3                              |
| Phibsboro Chess Club – Leidsch SG 2:4               |
| Taflfélagið Hellir – Cardiff Chess Club 3½:2½       |
| CRELEL Liège – HMC Calder 4:2                       |
| Matinkylän SK – NSEL30 Wilno 4:2                    |
| Ennis Chess Club – Marmaris Belediyesi SK 0:6       |
| Cwmbran Chess Club – SFR Neukölln 1:5               |
| De Sprénger Echternach – KSH Prishtina ½:5½         |
| Limhamns SK – CE Dudelange 4:2                      |
| SK1968 – SC Niederrohrdorf 3:3                      |

### Runda 3
Źródło: OlimpBase
20 września 2005
| NAO Chess Club – Polonia Plus GSM Warszawa 4:2                 |
| Željezničar Sarajewo – Jużnyj Urał Czelabińsk 2:4              |
| KSK 47 Eynatten – Tomsk-400 2:4                                |
| I&A Tbilisi – TPS Sarańsk 3½:2½                                |
| Ashdod City Club – Ładja Kazań 2:4                             |
| TV Tegernsee – Alkaloid Skopje 2½:3½                           |
| SK Rockaden Stockholm – Zalaegerszegi Csuti-Hydrocomp SK 1½:4½ |
| Minatori Mitrowica – Werder Brema 0:6                          |
| Limhamns SK – Beer Sheva Chess Club 0:6                        |
| CRELEL Liège – Union Ansfelden 1:5                             |
| Eczacıbaşı SK – Budućnost Podgorica 4:2                        |
| Sparkasse Schwarzach – Wieśninka Mińsk 2½:3½                   |
| Taflfélagið Hellir – Taflfélag Reykjavíkur 3:3                 |
| SG Biel – Barbican Chess Club 5:1                              |
| ASA Penne – KSH Prishtina 1½:4½                                |
| SFR Neukölln – Leidsch SG 3:3                                  |
| Marmaris Belediyesi SK – Matinkylän SK 1:5                     |
| Oslo SS – SK1968 4:2                                           |
| SC Niederrohrdorf – Asker SK 1:5                               |
| KSK Rochade Eupen-Kelmis – Phibsboro Chess Club 6:0            |
| HMC Calder – Ennis Chess Club 6:0                              |
| NSEL30 Wilno – De Sprénger Echternach 3½:2½                    |
| CE Dudelange – Jyväs-Shakki 2½:3½                              |
| Cardiff Chess Club – Cwmbran Chess Club 4½:1½                  |

### Runda 4
Źródło: OlimpBase
21 września 2005
| Tomsk-400 – NAO Chess Club 4:2                            |
| Jużnyj Urał Czelabińsk – I&A Tbilisi 3:3                  |
| Ładja Kazań – Alkaloid Skopje 3½:2½                       |
| Ashdod City Club – Zalaegerszegi Csuti-Hydrocomp SK 4½:1½ |
| Polonia Plus GSM Warszawa – SG Biel 6:0                   |
| TPS Sarańsk – Željezničar Sarajewo 4:2                    |
| Werder Brema – Matinkylän SK 4½:1½                        |
| Beer Sheva Chess Club – Wieśninka Mińsk 3½:2½             |
| KSH Prishtina – KSK 47 Eynatten ½:5½                      |
| Union Ansfelden – Eczacıbaşı SK 3:3                       |
| TV Tegernsee – Taflfélagið Hellir 3½:2½                   |
| SFR Neukölln – SK Rockaden Stockholm 1:5                  |
| Taflfélag Reykjavíkur – Oslo SS 2:4                       |
| Leidsch SG – Asker SK 2½:3½                               |
| Budućnost Podgorica – Minatori Mitrowica 5:1              |
| Sparkasse Schwarzach – Barbican Chess Club 2½:3½          |
| ASA Penne – Cardiff Chess Club 3:3                        |
| KSK Rochade Eupen-Kelmis – CRELEL Liège 3½:2½             |
| Jyväs-Shakki – NSEL30 Wilno 3½:2½                         |
| Marmaris Belediyesi SK – Limhamns SK 5:1                  |
| SC Niederrohrdorf – HMC Calder 1:5                        |
| SK1968 – Phibsboro Chess Club 4:2                         |
| CE Dudelange – Ennis Chess Club 5:1                       |
| Cwmbran Chess Club – De Sprénger Echternach 1½:4½         |

### Runda 5
Źródło: OlimpBase
22 września 2005
| Ładja Kazań – Tomsk-400 2½:3½                          |
| NAO Chess Club – Jużnyj Urał Czelabińsk 3½:2½          |
| KSK 47 Eynatten – I&A Tbilisi 2:4                      |
| Polonia Plus GSM Warszawa – Ashdod City Club 3½:2½     |
| Beer Sheva Chess Club – Werder Brema 1½:4½             |
| Oslo SS – TPS Sarańsk 1½:4½                            |
| Eczacıbaşı SK – TV Tegernsee 2:4                       |
| Zalaegerszegi Csuti-Hydrocomp SK – Union Ansfelden 4:2 |
| Asker SK – SK Rockaden Stockholm 1:5                   |
| Alkaloid Skopje – SG Biel 3:3                          |
| Wieśninka Mińsk – Željezničar Sarajewo 2½:3½           |
| Barbican Chess Club – Budućnost Podgorica 1½:4½        |
| Matinkylän SK – KSK Rochade Eupen-Kelmis 3½:2½         |
| HMC Calder – Jyväs-Shakki 4:2                          |
| KSH Prishtina – Marmaris Belediyesi SK 2:4             |
| Taflfélag Reykjavíkur – ASA Penne 3:3                  |
| Taflfélagið Hellir – Leidsch SG 2½:3½                  |
| SK1968 – SFR Neukölln 2½:3½                            |
| De Sprénger Echternach – Cardiff Chess Club 3½:2½      |
| Limhamns SK – Sparkasse Schwarzach 1:5                 |
| NSEL30 Wilno – Minatori Mitrowica 5:1                  |
| CRELEL Liège – CE Dudelange 5:1                        |
| Phibsboro Chess Club – SC Niederrohrdorf 3:3           |
| Ennis Chess Club – Cwmbran Chess Club 4:2              |

### Runda 6
Źródło: OlimpBase
23 września 2005
| I&A Tbilisi – Tomsk-400 1½:4½                                   |
| Werder Brema – NAO Chess Club 1½:4½                             |
| TPS Sarańsk – Polonia Plus GSM Warszawa 1:5                     |
| TV Tegernsee – Ładja Kazań 3½:2½                                |
| Jużnyj Urał Czelabińsk – Zalaegerszegi Csuti-Hydrocomp SK 4½:1½ |
| SK Rockaden Stockholm – Matinkylän SK 4:2                       |
| KSK 47 Eynatten – Beer Sheva Chess Club 3:3                     |
| Ashdod City Club – Alkaloid Skopje 4½:1½                        |
| Željezničar Sarajewo – HMC Calder 3½:2½                         |
| Budućnost Podgorica – Marmaris Belediyesi SK 3:3                |
| Union Ansfelden – Oslo SS 4:2                                   |
| Asker SK – Eczacıbaşı SK 1½:4½                                  |
| SG Biel – SFR Neukölln 2:4                                      |
| Leidsch SG – KSH Prishtina 5:1                                  |
| Sparkasse Schwarzach – CRELEL Liège 2½:3½                       |
| Barbican Chess Club – Taflfélag Reykjavíkur 2:4                 |
| Wieśninka Mińsk – De Sprénger Echternach 4½:1½                  |
| ASA Penne – NSEL30 Wilno 3:3                                    |
| Jyväs-Shakki – KSK Rochade Eupen-Kelmis 3½:2½                   |
| Taflfélagið Hellir – SK1968 3:3                                 |
| Cardiff Chess Club – Limhamns SK 3½:2½                          |
| SC Niederrohrdorf – Ennis Chess Club 5:1                        |
| Minatori Mitrowica – CE Dudelange 2:4                           |
| Phibsboro Chess Club – Cwmbran Chess Club 5:1                   |

### Runda 7
Źródło: OlimpBase
24 września 2005
| Tomsk-400 – Polonia Plus GSM Warszawa 2½:3½                  |
| NAO Chess Club – SK Rockaden Stockholm 4½:1½                 |
| Jużnyj Urał Czelabińsk – TV Tegernsee 3:3                    |
| I&A Tbilisi – Ashdod City Club 3:3                           |
| Ładja Kazań – TPS Sarańsk 2½:3½                              |
| Željezničar Sarajewo – Werder Brema 1½:4½                    |
| Eczacıbaşı SK – KSK 47 Eynatten 2½:3½                        |
| Zalaegerszegi Csuti-Hydrocomp SK – Budućnost Podgorica 3½:2½ |
| SFR Neukölln – Union Ansfelden 2:4                           |
| Marmaris Belediyesi SK – Leidsch SG 3:3                      |
| CRELEL Liège – Beer Sheva Chess Club ½:5½                    |
| Alkaloid Skopje – Taflfélag Reykjavíkur 3½:2½                |
| Jyväs-Shakki – Wieśninka Mińsk 1½:4½                         |
| Matinkylän SK – HMC Calder 2½:3½                             |
| Cardiff Chess Club – SG Biel 1:5                             |
| ASA Penne – Asker SK 3½:2½                                   |
| Oslo SS – NSEL30 Wilno 3:3                                   |
| SK1968 – Barbican Chess Club 2:4                             |
| KSK Rochade Eupen-Kelmis – De Sprénger Echternach 5½:½       |
| KSH Prishtina – Taflfélagið Hellir 2½:3½                     |
| CE Dudelange – SC Niederrohrdorf 3½:2½                       |
| Sparkasse Schwarzach – Phibsboro Chess Club 5½:½             |
| Ennis Chess Club – Limhamns SK 0:6                           |
| Cwmbran Chess Club – Minatori Mitrowica 2:4                  |

## Klasyfikacja
Źródło: OlimpBase
| Msc | Zespół                           | M | W | R | P | Pkt |
| --- | -------------------------------- | - | - | - | - | --- |
| 1   | Tomsk-400                        | 7 | 6 | 0 | 1 | 12  |
| 2   | Polonia Plus GSM Warszawa        | 7 | 6 | 0 | 1 | 12  |
| 3   | NAO Chess Club                   | 7 | 6 | 0 | 1 | 12  |
| 4   | Jużnyj Urał Czelabińsk           | 7 | 4 | 2 | 1 | 10  |
| 5   | Werder Brema                     | 7 | 5 | 0 | 2 | 10  |
| 6   | TV Tegernsee                     | 7 | 4 | 2 | 1 | 10  |
| 7   | I&A Tbilisi                      | 7 | 4 | 2 | 1 | 10  |
| 8   | TPS Sarańsk                      | 7 | 5 | 0 | 2 | 10  |
| 9   | Ashdod City Club                 | 7 | 4 | 1 | 2 | 9   |
| 10  | Beer Sheva Chess Club            | 7 | 4 | 1 | 2 | 9   |
| 11  | Union Ansfelden                  | 7 | 4 | 1 | 2 | 9   |
| 12  | SK Rockaden Stockholm            | 7 | 4 | 1 | 2 | 9   |
| 13  | KSK 47 Eynatten                  | 7 | 4 | 1 | 2 | 9   |
| 14  | Zalaegerszegi Csuti-Hydrocomp SK | 7 | 4 | 1 | 2 | 9   |
| 15  | HMC Calder                       | 7 | 4 | 0 | 3 | 8   |
| 16  | Ładja Kazań                      | 7 | 4 | 0 | 3 | 8   |
| 17  | Wieśninka Mińsk                  | 7 | 4 | 0 | 3 | 8   |
| 18  | Marmaris Belediyesi SK           | 7 | 3 | 2 | 2 | 8   |
| 19  | Leidsch SG                       | 7 | 3 | 2 | 2 | 8   |
| 20  | Alkaloid Skopje                  | 7 | 3 | 2 | 2 | 8   |
| 21  | Željezničar Sarajewo             | 7 | 4 | 0 | 3 | 8   |
| 22  | Budućnost Podgorica              | 7 | 3 | 1 | 3 | 7   |
| 23  | SG Biel                          | 7 | 3 | 1 | 3 | 7   |
| 24  | Eczacıbaşı SK                    | 7 | 3 | 1 | 3 | 7   |
| 25  | SFR Neukölln                     | 7 | 3 | 1 | 3 | 7   |
| 26  | ASA Penne                        | 7 | 2 | 3 | 2 | 7   |
| 27  | KSK Rochade Eupen-Kelmis         | 7 | 3 | 0 | 4 | 6   |
| 28  | Sparkasse Schwarzach             | 7 | 3 | 0 | 4 | 6   |
| 29  | Taflfélag Reykjavíkur            | 7 | 2 | 2 | 3 | 6   |
| 30  | NSEL30 Wilno                     | 7 | 2 | 2 | 3 | 6   |
| 31  | Matinkylän SK                    | 7 | 3 | 0 | 4 | 6   |
| 32  | Taflfélagið Hellir               | 7 | 2 | 2 | 3 | 6   |
| 33  | CE Dudelange                     | 7 | 3 | 0 | 4 | 6   |
| 34  | Oslo SS                          | 7 | 2 | 2 | 3 | 6   |
| 35  | Barbican Chess Club              | 7 | 3 | 0 | 4 | 6   |
| 36  | Jyväs-Shakki                     | 7 | 3 | 0 | 4 | 6   |
| 37  | CRELEL Liège                     | 7 | 3 | 0 | 4 | 6   |
| 38  | Asker SK                         | 7 | 2 | 1 | 4 | 5   |
| 39  | Cardiff Chess Club               | 7 | 2 | 1 | 4 | 5   |
| 40  | SK1968                           | 7 | 1 | 2 | 4 | 4   |
| 41  | KSH Prishtina                    | 7 | 2 | 0 | 5 | 4   |
| 42  | SC Niederrohrdorf                | 7 | 1 | 2 | 4 | 4   |
| 43  | Limhamns SK                      | 7 | 2 | 0 | 5 | 4   |
| 44  | De Sprénger Echternach           | 7 | 2 | 0 | 5 | 4   |
| 45  | Minatori Mitrowica               | 7 | 2 | 0 | 5 | 4   |
| 46  | Phibsboro Chess Club             | 7 | 1 | 1 | 5 | 3   |
| 47  | Ennis Chess Club                 | 7 | 1 | 0 | 6 | 2   |
| 48  | Cwmbran Chess Club               | 7 | 0 | 0 | 7 | 0   |